# Debian Almquist shell
Debian Almquist shell (zkráceně dash) je unixový shell, který je menší a rychlejší než bash, ovšem snaží se také splňovat standard POSIX. Daní za dosažené výhody je menší množství vlastností, například schází podpora proměnné LINENO. Dash je svobodný software, je dvojlicencován pod BSD licencí a pod GNU GPL.
Dash vychází z Almquist shellu, konkrétněji z jeho verze v NetBSD. Nejdříve byl tento interpret portován na Linux začátkem roku 1997, v roce 2002 pak byl přejmenován na současné jméno.
Vzhledem k jeho výhodám o něm bylo uvažováno jako o přednastaveném /bin/sh shellu pro verzi Lenny Debian Linuxu, ale nakonec bylo jeho použití jako přednastaveného shellu odloženo až na verzi Squeeze. V Ubuntu byl použit dash jako přednastavený /bin/sh shell poprvé ve verzi 6.10 vydané v říjnu 2006. Při tomto přechodu se zjistilo, že mnoho vývojářů spoléhalo na to, že hlavním shellem je bash a mnoho skriptů přestalo fungovat, což muselo být řešeno částečně jejich přepisováním, částečně znovunastavením bashe jako interpretu pro některé konkrétní z nich.